# نايف الرحيلي
نايف حامد الرحيلي  (مواليد 1 يوليو 2000) هو لاعب كرة قدم سعودي يلعب حالياً في نادي بيشة.

## مسيرة اللاعب
لعب في نادي الأنصار ونادي العين ونادي الكوكب ونادي نيوم ونادي الروضة ونادي بيشة.